# Alamedilla (Sevilla)
Alamedilla es una pedanía del municipio de Estepa, en la provincia de Sevilla, Andalucía, España.
En 2010 contaba con una población de 27 habitantes, de los cuales 17 son varones y 10 son mujeres (INE 2010).